# Unďuljung
Unďuljung (rusky Ундюлюнг), nebo také Junďuljun (rusky Юндюлюн), je řeka v Jakutské republice v Rusku. Je 414 km dlouhá. Povodí má rozlohu 12 800 km².

## Průběh toku
Pramení na horském hřbetu Orulgan. Na horním toku má charakter horské peřejnaté řeky. Na středním toku protéká přes Středojakutskou rovinu a v ústí se rozděluje na dvě ramena. Ústí zprava do Leny.

## Vodní režim
Zdrojem vody jsou sněhové a dešťové srážky. Na řece se vyskytuje mnoho náledí (наледь) o celkové rozloze přibližně 23 km².